# Coordonnées sélénographiques

Quadrillage de la face visible de la Lune, l'origine du système de coordonnées étant au centre de la carte

Les coordonnées sélénographiques sont utilisées pour déterminer des emplacements à la surface de la Lune, de la même façon que les coordonnées géographiques permettent de le faire sur Terre.
Tout point sur la Lune peut être spécifié par deux valeurs numériques, analogues de la latitude et la longitude terrestres. La longitude donne la position à l'est ou à l'ouest du premier méridien lunaire qui passe par le point faisant directement face à la Terre. La latitude donne la position au nord ou au sud de l'équateur lunaire. Ces deux coordonnées sont exprimés en degrés.
Cette référence n'était pas directement observable, en pratique, le point de référence est le cratère Mösting A, un petit cratère en forme de bol, situé par 3,212, −5,211. Il est petit, très circulaire, facile à observer en raison de sa couleur, et assez proche du point (0,0) pour ignorer certaines erreurs de perspective, tout cela en fait un choix commode pour le rôle. 